# Julio Llorente Gento
Julio Llorente exfutbolista castellanolleonès, nascut a Valladolid el 14 de juny de 1966, nebot del mític Paco Gento i germà del també futbolista Paco i dels basquetbolistes José Luis i Toñín.

## Trajectòria
Es va formar als filials del Reial Madrid. De 1984 a 1987 milita en el Castilla, amb el qual arriba a guanyar una lliga de Segona divisió, cas inèdit d'un filial. La temporada de 1987 és cedit al RCD Mallorca en la Primera divisió, on la seva bona feina com defensa, la seva qualitat i la seva versatilitat que li permet jugar tant com central com lateral fan que sigui recuperat pel club blanc.
Juga dues temporades a l'equip madrileny on col·labora en la consecució de les dues últimes lligues de la Quinta del Buitre. No obstant això, i encara que juga molts partits, la presència de bons jugadors com Chendo, Solana, Esteban Gutiérrez, i Rafael Gordillo, el qual amb Benjamin Toshack deixa el seu lloc en el centre del camp per a tornar al seu lateral esquerre original, li barren el pas a la titularitat.
El 1990 fitxa pel CD Tenerife, allí va a col·laborar en la millor època de la història del club. Ocupant lloc fins i tot en el mig camp, participa en les derrotes que li costarien al Real Madrid dues lligues en l'última jornada de lliga i en les dues classificacions del club canari per a la UEFA.
El 1999, després de nou anys al Tenerife fitxa pel Real Jaén on solament suma una temporada per a després fitxar per la Unión Deportiva Salamanca de 2a divisió, darrer club on milita abans de penjar les botes.

## Palmarès
- 2 Lligues espanyoles, el 1989 i 1990
- 2 Supercopes d'Espanya, el 1989 i 1990
- 1 Copa del Rei, el 1989